# Letca Veche, Giurgiu
Letca Veche este un sat în comuna Letca Nouă din județul Giurgiu, Muntenia, România.
Arheologii au descoperit în județul Giurgiu mormântul unui nobil dac, probabil un războinic important, alături de arme bogat ornamentate. Descoperirea a fost făcută de amatori cu detectoare de metal în apropierea localității Letca Veche, iar cercetările arheologice au confirmat existența unei așezări dacice în zonă.
 Acest articol despre o localitate din județul Giurgiu este deocamdată un ciot. Puteți ajuta Wikipedia prin completarea lui.

1. ↑  „DESCOPERIRE DE EXCEPȚIE LA LETCA VECHE: MORMÂNTUL UNUI RĂZBOINIC DAC IMPORTANT”. www.giurgiuonline.com. Accesat în 01 aprilie 2025. Verificați datele pentru: |access-date= (ajutor)